# Borgo Val di Taro
Borgo Val di Taro is een gemeente in de Italiaanse provincie Parma (regio Emilia-Romagna) en telt 7162 inwoners (31-12-2004). De oppervlakte bedraagt 152,3 km², de bevolkingsdichtheid is 47 inwoners per km².
De volgende frazioni maken deel uit van de gemeente: Banca, Barca, Barzana di Sotto, Baselica, Belforte,Bissaio, Boceto, Bozzi, Brattesini, Brunelli, Ca' Valesi, Cafaraccia, Caprendino, Case Maroni, Case Scodellino, Case Vighen, Casembola, Casoni, Cavanna, Cianica, Corriago, Costadasi, Frasso, Galla, Ghiare, Giacopazzi, Griffola, Il Mulino, Il Poggio, Laghina, Lavacchielli, Le Siagge, Magrano, Meda, Monticelli, Ostia Parmense, Poggio, Pontolo, Porcigatone, Pozzo, Roccamurata, Rovinaglia, San Martino, San Pietro, San Vincenzo, Tiedoli, Tombone, Valdena, Valleto.

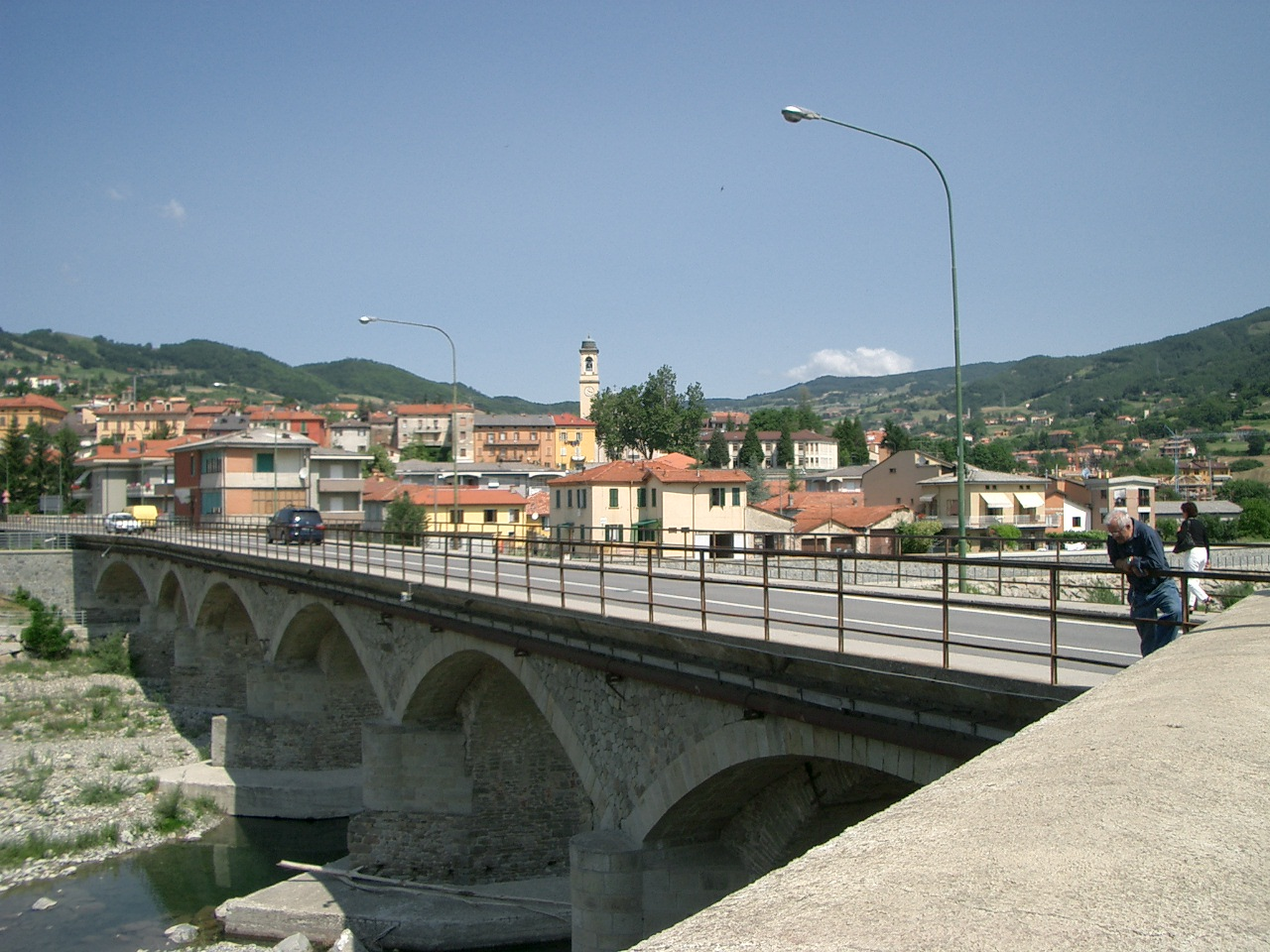
Brug van San Rocco bij Borgo Val di Taro
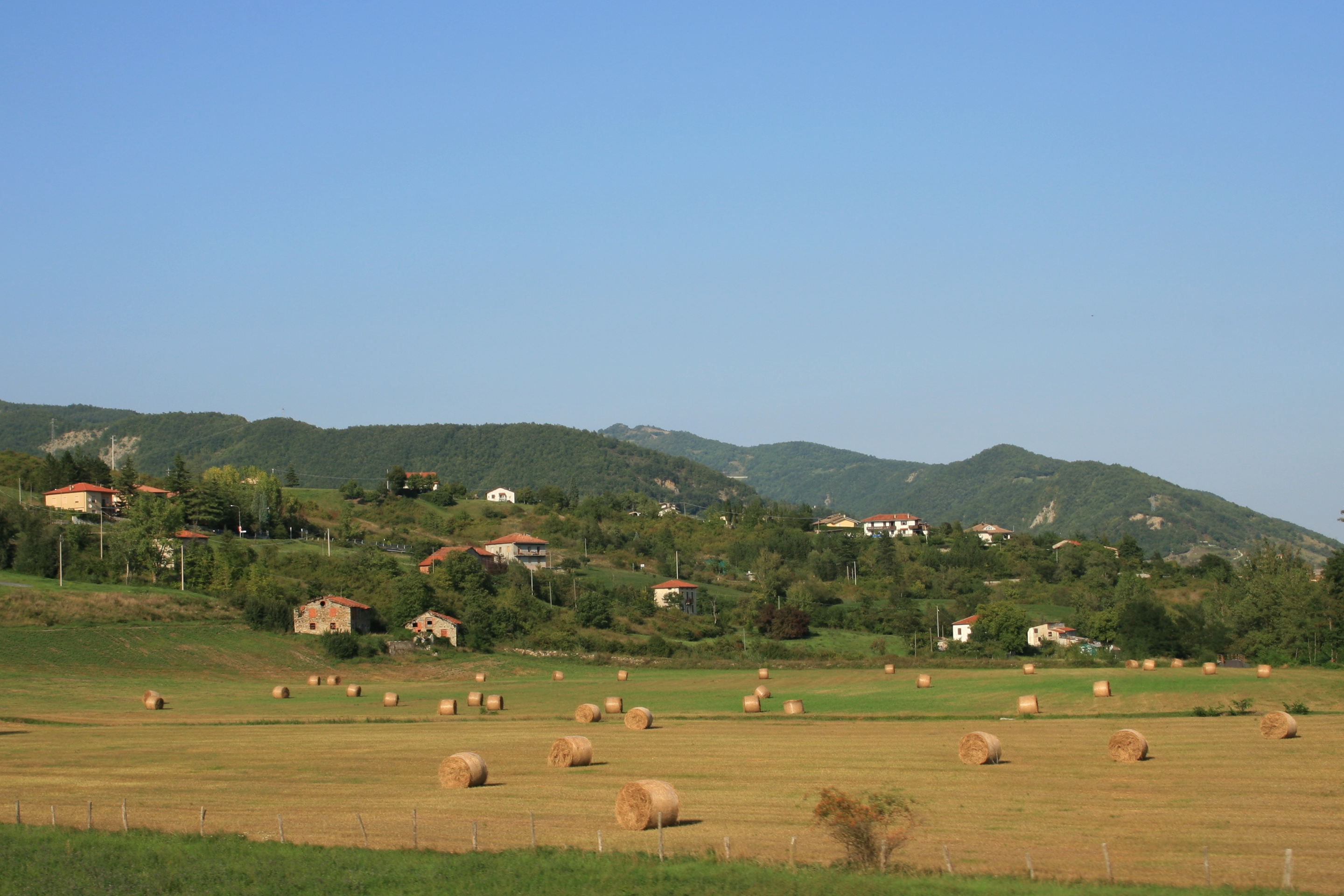
Platteland van Borgo Val di Taro
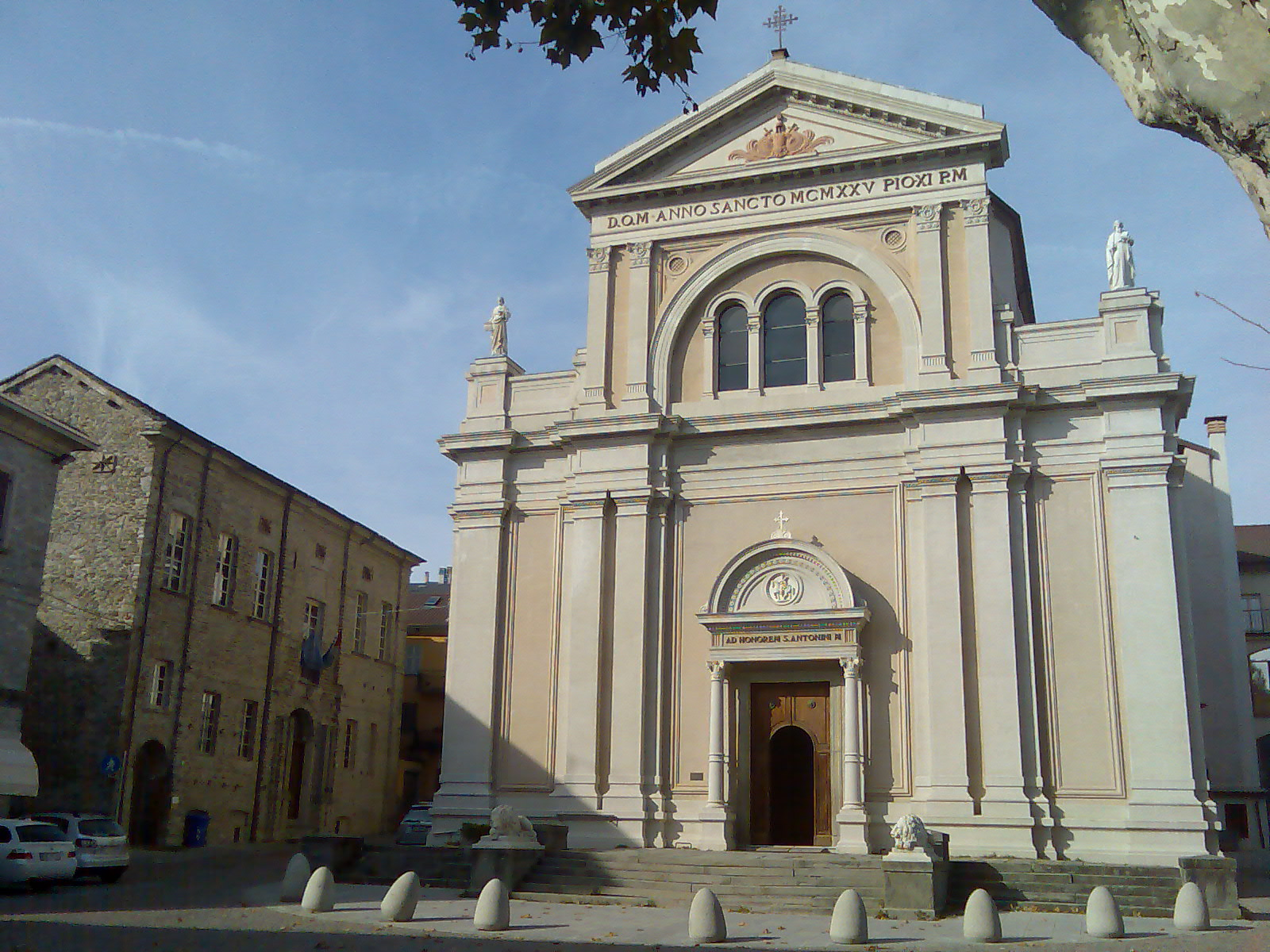
Sant'Antonino
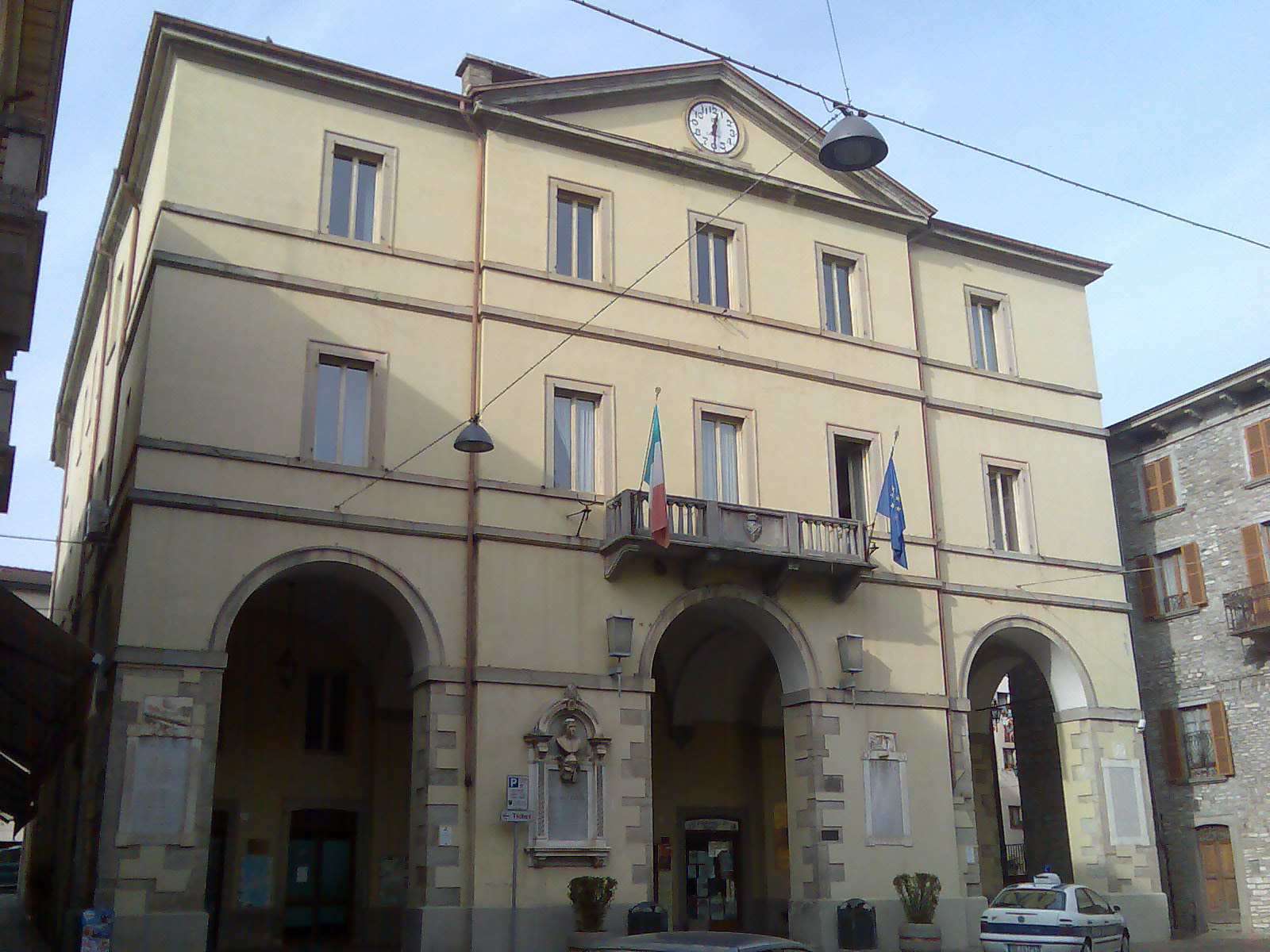
gemeentehuis

## Demografie
Borgo Val di Taro telt ongeveer 3216 huishoudens. Het aantal inwoners steeg in de periode 1991-2001 met 0,8% volgens cijfers uit de tienjaarlijkse volkstellingen van ISTAT.
| Jaar | Inwoneraantal |
| ---- | ------------- |
| 1991 | 7027          |
| 2001 | 7084          |

## Geografie
Borgo Val di Taro grenst aan de volgende gemeenten: Albareto, Bardi, Berceto, Compiano, Pontremoli (MS), Valmozzola.

## Geboren
- Eugenio Bersellini (1936 - 2017), voetballer en trainer